# 2018年イギリスグランプリ
2018年イギリスグランプリ (2018 British Grand Prix) は、2018年のF1世界選手権第10戦として、2018年7月8日にシルバーストン・サーキットで開催された。
正式名称は「2018 FORMULA 1 ROLEX BRITISH GRAND PRIX」。
1950年のF1世界選手権発足以降、初めて3週連続で開催される選手権レースとなった。

## レース前
本レースでピレリが供給するドライタイヤのコンパウンドは、ソフト、ミディアム、今季初登場となるハードの3種類。
オーバーテイク機会を増やすため、3つ目のDRSゾーンをホームストレートからターン1、ターン2までのパートに設置した。

## 予選
2018年7月7日 14:00 BST(UTC+1)
母国グランプリのルイス・ハミルトンが昨年のコースレコードを更新し、4年連続でポールポジションを獲得した。

### 結果
| Pos.                | No. | ドライバー                 | コンストラクター                | Q1       | Q2       | Q3       | Grid |
| ------------------- | --- | -------------------------- | ------------------------------- | -------- | -------- | -------- | ---- |
| 1                   | 44  | ルイス・ハミルトン         | メルセデス                      | 1:26.818 | 1:26.256 | 1:25.892 | 1    |
| 2                   | 5   | セバスチャン・ベッテル     | フェラーリ                      | 1:26.585 | 1:26.372 | 1:25.936 | 2    |
| 3                   | 7   | キミ・ライコネン           | フェラーリ                      | 1:27.549 | 1:26.483 | 1:25.990 | 3    |
| 4                   | 77  | バルテリ・ボッタス         | メルセデス                      | 1:27.025 | 1:26.413 | 1:26.217 | 4    |
| 5                   | 33  | マックス・フェルスタッペン | レッドブル-タグ・ホイヤー       | 1:27.309 | 1:27.013 | 1:26.602 | 5    |
| 6                   | 3   | ダニエル・リカルド         | レッドブル-タグ・ホイヤー       | 1:27.979 | 1:27.369 | 1:27.099 | 6    |
| 7                   | 20  | ケビン・マグヌッセン       | ハース-フェラーリ               | 1:28.143 | 1:27.730 | 1:27.244 | 7    |
| 8                   | 8   | ロマン・グロージャン       | ハース-フェラーリ               | 1:28.086 | 1:27.522 | 1:27.455 | 8    |
| 9                   | 16  | シャルル・ルクレール       | ザウバー-フェラーリ             | 1:27.962 | 1:27.790 | 1:27.879 | 9    |
| 10                  | 31  | エステバン・オコン         | フォース・インディア-メルセデス | 1:28.279 | 1:27.843 | 1:28.194 | 10   |
| 11                  | 27  | ニコ・ヒュルケンベルグ     | ルノー                          | 1:28.017 | 1:27.901 |          | 11   |
| 12                  | 11  | セルジオ・ペレス           | フォース・インディア-メルセデス | 1:28.210 | 1:27.928 |          | 12   |
| 13                  | 14  | フェルナンド・アロンソ     | マクラーレン-ルノー             | 1:28.187 | 1:28.139 |          | 13   |
| 14                  | 10  | ピエール・ガスリー         | トロ・ロッソ-ホンダ             | 1:28.399 | 1:28.343 |          | 14   |
| 15                  | 9   | マーカス・エリクソン       | ザウバー-フェラーリ             | 1:28.249 | 1:28.391 |          | 15   |
| 16                  | 55  | カルロス・サインツ         | ルノー                          | 1:28.456 |          |          | 16   |
| 17                  | 2   | ストフェル・バンドーン     | マクラーレン-ルノー             | 1:29.096 |          |          | 17   |
| 18                  | 35  | セルゲイ・シロトキン       | ウィリアムズ-メルセデス         | 1:29.252 |          |          | PL 1 |
| 107% time: 1:32.645 |     |                            |                                 |          |          |          |      |
| NC                  | 18  | ランス・ストロール         | ウィリアムズ-メルセデス         | No Time  |          |          | PL 2 |
| NC                  | 28  | ブレンドン・ハートレイ     | トロ・ロッソ-ホンダ             | No Time  |          |          | PL 3 |
| ソース:             |     |                            |                                 |          |          |          |      |

追記
- ^1 - シロトキンは予選後にパルクフェルメルールを破ってリアウイングを交換したため、決勝はピットレーンからスタートする[8][9][10]
- ^2 - ストロールはタイムを記録できなかったが、スチュワードの判断により決勝への出走が許可された[11]。予選後にパルクフェルメルールを破ってリアウイングを交換したため、決勝はピットレーンからスタートする[12][9][10]
- ^3 - ハートレイは予選に出走できなかったが、スチュワードの判断により決勝への出走が許可された。シャシーの交換が必要となったため、決勝はピットレーンからスタートする[13][10]。予選後に規定を超えるパワーユニット交換(6基目のエンジン(ICE)、5基目のMGU-K)を行ったが、ピットレーンスタートが確定しているため変動なし[14]

## 決勝
2018年7月8日 14:10 BST(UTC+1)

### 展開
2度にわたるセーフティカー出動と言う大混戦をセバスチャン・ベッテルが制し、アラン・プロストに並ぶ通算51勝目を挙げた。
レースはオープニングラップから波乱の展開となる。2番グリッドのベッテルが好スタートを切ってハミルトンの前に出る事に成功し、ボッタスがそれに続く。ポールポジションのハミルトンは母国GP5連勝と最多勝となる6勝目がかかっていたがスタートで3位に後退した上、後ろから迫ったキミ・ライコネンがタイヤをロックさせたことによる接触を受けスピン、最後尾まで順位を下げてしまう。これについては、ライコネン側に非があると判断され10秒ペナルティおよびペナルティポイント2点が科せられた。また、後方ではペレスが単独スピンを喫して大きく順位を落とす。
その後、レースはベッテルを首位に展開。18周目にルクレールがタイヤ交換のミスでリタイア。そのうえ、32周目にエリクソンがターン1でスピンしてバリアに高速でクラッシュ、それを受けてセーフティカーが導入される。ここでトップのベッテルがピットインしてソフトに交換したのに対し、メルセデスはステイアウトを選択。ボッタス、ベッテル、ハミルトン、フェルスタッペン、ライコネン、リカルドという順位に入れ替わる。レース再開直後、11番手争いをしていたグロージャンとサインツが1コーナー付近で接触してクラッシュ。翌周に2度目のセーフティカーが導入される。43周目にライコネンがフェルスタッペンを交わして4番手に浮上する。トップ4はそれぞれ1秒未満の接戦が展開される。だが、46周目にリカルドと接近戦を演じていたフェルスタッペンがスピン。コースに復帰したものの、ギアボックストラブルでマシンを停めた（完走扱い）。
そして、残り5周でベッテルがようやくボッタスを攻略して首位を奪還。ここでメルセデスはボッタスにチームオーダーを発令してハミルトンを前に出させて、トップのベッテルにチャレンジさせる。そのボッタスは1ストップ作戦でタイヤに苦しみ、ライコネンに抜かれて4位転落。最終的に2ストップのベッテルがトップを守って優勝。今季4勝目を挙げる。ハミルトンは、最終的にベッテルと2秒前後の差まで追い上げて2位表彰台。序盤の接触とそれによるペナルティを跳ね除けたライコネンが3位表彰台を獲得した。
後方では残り2周でピエール・ガスリーがセルジオ・ペレスを抜いて10位でフィニッシュしたが、オーバーテイクした際の接触により5秒のタイム加算ペナルティが科されて13位に降格となり、入賞は幻に終わった。ガスリーは「レースウイークエンドには毎回接触があり、ペナルティが出ないこともある」と不満を露わにした。
ハミルトンはレース直後の表彰式前のインタビューを一旦ボイコットするほど落胆し、その後自身は「フェラーリは”面白い戦術を採った”」と、メルセデスチーム側も「故意なのか無能なのか」と発言するほど不快感を露わにしたが、翌日ライコネンからの謝罪（ライコネンもレース後自らのミスと語り、レース中に自らに科されたペナルティも妥当だとコメント）した事を受け、「キミは謝罪し、僕はそれを受け入れた。僕らは前に進まなきゃいけない。それはレーシングインシデントだった」とコメント。ボイコットした件に関しても「（怒涛の追い上げを見せたレースで激しく体力を消耗して）肉体的にも、精神的にも疲れてしまったんだ」とコメントした。解説者として観戦していたニコ・ロズベルグは「キミにしては珍しいミスだが、(前戦オーストリアGPでベッテルの猛追を抑えて2位の座を守ったように)故意は有り得ない」とコメントした。
レッドブル勢は「（フェラーリやメルセデスのマシンとは）ストレートスピードが違いすぎて勝負にならなかった」とクリスチャン・ホーナーは語った。

### 結果
| Pos.    | No. | ドライバー                 | コンストラクター                | 周回数 | タイム/リタイア原因 | Grid | Pts. |
| ------- | --- | -------------------------- | ------------------------------- | ------ | ------------------- | ---- | ---- |
| 1       | 5   | セバスチャン・ベッテル     | フェラーリ                      | 52     | 1:27:29.784         | 2    | 25   |
| 2       | 44  | ルイス・ハミルトン         | メルセデス                      | 52     | +2.264              | 1    | 18   |
| 3       | 7   | キミ・ライコネン 1         | フェラーリ                      | 52     | +3.652              | 3    | 15   |
| 4       | 77  | バルテリ・ボッタス         | メルセデス                      | 52     | +8.883              | 4    | 12   |
| 5       | 3   | ダニエル・リカルド         | レッドブル-タグ・ホイヤー       | 52     | +9.500              | 6    | 10   |
| 6       | 27  | ニコ・ヒュルケンベルグ     | ルノー                          | 52     | +28.220             | 11   | 8    |
| 7       | 31  | エステバン・オコン         | フォース・インディア-メルセデス | 52     | +29.930             | 10   | 6    |
| 8       | 14  | フェルナンド・アロンソ     | マクラーレン-ルノー             | 52     | +31.115             | 13   | 4    |
| 9       | 20  | ケビン・マグヌッセン       | ハース-フェラーリ               | 52     | +33.188             | 7    | 2    |
| 10      | 11  | セルジオ・ペレス           | フォース・インディア-メルセデス | 52     | +34.708             | 12   | 1    |
| 11      | 2   | ストフェル・バンドーン     | マクラーレン-ルノー             | 52     | +35.774             | 17   |      |
| 12      | 18  | ランス・ストロール         | ウィリアムズ-メルセデス         | 52     | +38.106             | PL   |      |
| 13      | 10  | ピエール・ガスリー         | トロ・ロッソ-ホンダ             | 52     | +39.129 2           | 14   |      |
| 14      | 35  | セルゲイ・シロトキン       | ウィリアムズ-メルセデス         | 52     | +48.113             | PL   |      |
| 15†     | 33  | マックス・フェルスタッペン | レッドブル-タグ・ホイヤー       | 51     | ブレーキ            | 5    |      |
| Ret     | 8   | ロマン・グロージャン       | ハース-フェラーリ               | 37     | 接触                | 8    |      |
| Ret     | 55  | カルロス・サインツ         | ルノー                          | 37     | 接触                | 16   |      |
| Ret     | 9   | マーカス・エリクソン       | ザウバー-フェラーリ             | 31     | アクシデント        | 15   |      |
| Ret     | 16  | シャルル・ルクレール       | ザウバー-フェラーリ             | 18     | ホイール            | 9    |      |
| Ret     | 28  | ブレンドン・ハートレイ     | トロ・ロッソ-ホンダ             | 1      | PUコネクタ          | PL   |      |
| ソース: |     |                            |                                 |        |                     |      |      |

ファステストラップ
- セバスチャン・ベッテル - 1:30.696 (47周目)

ラップリーダー
- 1-20=セバスチャン・ベッテル、21=バルテリ・ボッタス、22-33=ベッテル、34-46=ボッタス、47-52=ベッテル

追記
- †印はリタイアだが、90%以上の距離を走行したため規定により完走扱い
- ^1 - ライコネンは1周目のターン3でハミルトンと接触したため、10秒のタイムペナルティ(ピットインで消化)とペナルティポイント2点が加算された(合計5点)[25]
- ^2 - ガスリーはターン17でペレスをオーバーテイクした際に接触したため、レース後に5秒のタイムペナルティとペナルティポイント2点が加算された(合計4点)。このペナルティにより10位から13位に降格した[26][17]

## 第10戦終了時点のランキング
|   | 順位 | ドライバー             | ポイント |
| - | ---- | ---------------------- | -------- |
|   | 1    | セバスチャン・ベッテル | 171      |
|   | 2    | ルイス・ハミルトン     | 163      |
|   | 3    | キミ・ライコネン       | 116      |
|   | 4    | ダニエル・リカルド     | 106      |
| 1 | 5    | バルテリ・ボッタス     | 104      |

|  | 順位 | コンストラクター          | ポイント |
|  | ---- | ------------------------- | -------- |
|  | 1    | フェラーリ                | 287      |
|  | 2    | メルセデス                | 267      |
|  | 3    | レッドブル-タグ・ホイヤー | 199      |
|  | 4    | ルノー                    | 70       |
|  | 5    | ハース-フェラーリ         | 51       |

- 注：ドライバー、コンストラクター共にトップ5のみ表示。